# Kanton Bustanico
Bustanico is een voormalig kanton van het Franse departement Haute-Corse. Het kanton maakte deel uit van het arrondissement Corte. Het werd opgeheven bij decreet van 13 februari 2014 met uitwerking op 22 maart 2015.

## Gemeenten

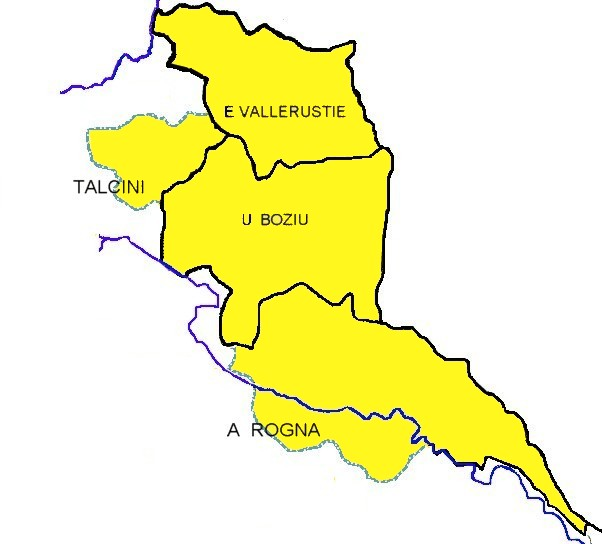
Microregio's binnen het kanton Bustanico

Het kanton Bustanico omvatte de volgende gemeenten:
- Aiti
- Alando
- Altiani
- Alzi
- Bustanico (hoofdplaats)
- Cambia
- Carticasi
- Castellare-di-Mercurio
- Erbajolo
- Érone
- Favalello
- Focicchia
- Giuncaggio
- Lano
- Mazzola
- Pancheraccia
- Piedicorte-di-Gaggio
- Pietraserena
- Rusio
- San-Lorenzo
- Sant'Andréa-di-Bozio
- Santa-Lucia-di-Mercurio
- Sermano
- Tralonca